# Мен Хунвей
Мен Хунвей (спрощена кит.: 孟宏伟, традиційна кит.: 孟宏偉, піньїнь: Mèng Hóngweǐ) — китайський політик, полісмен та очільник Інтерполу. Також з квітня 2004 року обіймає посаду Заступника міністра громадської безпеки КНР, раніше очолював берегову охорону у Китаї. Загалом має 40-річний досвід роботи у сфері кримінального правосуддя та поліцейської діяльності.

## Біографія
Мен Хунвей народився у листопаді 1953 року у місті Харбін.

### Освіта
Хунвей закінчив Пекінський університет за спеціальністю право.

### Кар'єра
Мен займав посаду віце-міністра громадської безпеки та директора берегової охорони Китаю (2013—2017 роки). 18 березня 2013 року він був призначений заступником директора Державної океанічної адміністрації Китаю. У квітні 2018 р. Китай відкликав своє членство у Центральному комітеті Китайської комуністичної партії.

#### Інтерпол
У 2004 році Менг став головою китайської філії Інтерполу.
10 листопада 2016 р. Мен був обраний президентом Інтерполу. Дисиденти побоювалися, що Китай буде використовувати цю організацію для відстеження опозиції.

## Зникнення та звинувачення у корупції
4 жовтня 2018 року дружина Міна повідомила французькій поліції, що вона не отримувала жодних повідомлень від чоловіка, з того часу, як він виїхав з Франції до Китаю. Їй погрожували через телефон та соціальні мережі, тому поліція надала дружині Мена Хунвея захист. Гонконгська газета South China Morning Post повідомила, що після прибуття в Китай Мен був забраний для допиту до «дисциплінарних органів».
Французька газета Le Parisien пише, що, відповідно до їхніх джерел, він «під слідством» у Китаї. Китайські правоохоронці підозрюють Мен Хунвея в незаконному сприянні при отриманні урядових контрактів одній з компаній, яка працює в сфері кібербезпеки. Інтерпол повідомив, що «агентство очікує офіційної відповіді від влади КНР щодо стану президента».
7 жовтня китайський уряд офіційно підтвердив затримання Міна Хунвея. Останній подав у відставку.